# تنگه یوکاتان

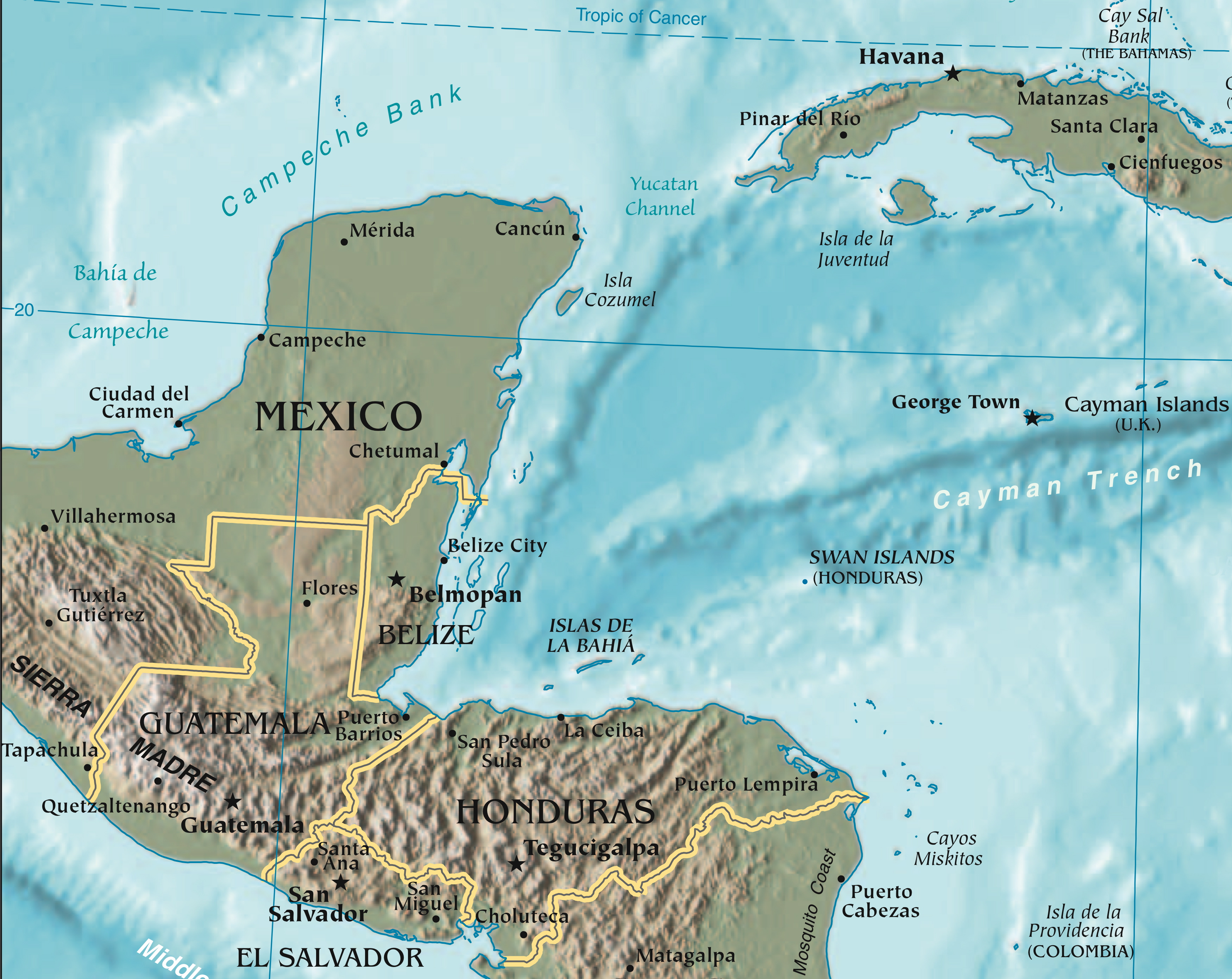
موقعیت کانال یوکاتان

تنگهٔ یوکاتان یا کانال یوکاتان، تنگه‌ای به پهنای ۲۱۷ کیلومتر در بین دماغه کاتوچی واقع در شبه‌جزیره یوکاتان در مکزیک و دماغه سن آنتونیو در کوباست که خلیج مکزیک را به دریای کارائیب متصل می‌سازد. جریان‌های استوایی شمالی و جنوبی از سمت جنوب شرقی این تنگه وارد کانال شده و به سمت شمال جریان می‌یابند. قدرت این جریان چنان است که سبب انباشت آب و افزایش سطح آن در خلیج مکزیک می‌گردد که این افزایش سطح به‌نوبه‌ی خود یکی از دلایل ایجاد جریان گالف استریم در این خلیج است.
ژرفترین قسمت تنگهٔ یوکاتان در نزدیکی کوبا قرار دارد و حداکثر عمقش به ۲٬۷۷۹ متر می‌رسد.